# Rodzina Penderwicków: Wakacyjna opowieść o czterech siostrach, dwóch królikach i pewnym interesującym chłopcu
Rodzina Penderwicków: Wakacyjna opowieść o czterech siostrach, dwóch królikach i pewnym interesującym chłopcu (The Penderwicks: A Summer Tale of Four Sisters, Two Rabbits, and a Very Interesting Boy) – przygodowa książka dla dzieci napisana przez Jeanne Birdsall, wydana w 2005 roku.
Opowiada o czterech siostrach i ich przygodach w Arundel. Głównym tematem jest chęć pomocy chłopcu, który nie może spełniać swoich marzeń jako muzyk. Dziewczynki odbywają wiele mrożących krew w żyłach przygód, a także przeżywają pierwsze zauroczenia.

## Opis fabuły
Akcja rozgrywa się w Arundel, w Górach Berkshire. Pan Penderwick wybrał się tam na wakacje z czterema córkami: Rosalindą, Skye, Jane i Batty, a także przyjacielem rodziny – Psiskiem. Zatrzymują się w domku letniskowym, za pałacem Arundel. Poznają tam jedenastoletniego chłopca Jeffreya, który marzy by grać na fortepianie w szkole muzycznej. Jednak jego matka, Brenda Tifton, pragnie by był taki jak jego dziadek i chce go posłać do szkoły wojskowej w Pencey, gdzie panuje dyscyplina i rygor. Dzieci przeżywają wiele przygód, a przyjaźń rodzi się w miłość. Siostry zwołują zebrania SSSP (Spotkania Starszych Sióstr Penderwick), SSP (Spotkania Sióstr Penderwick) oraz mają regułę NOSP (Najstarsza Obecnie Siostra Penderwick), w której to w danej sytuacji, najstarsza siostra pełni opiekę nad Batty i za nią odpowiada.

## Bohaterowie

### Główni bohaterowie
- Jeffrey – jedenastoletni syn Pani Tifton, pragnie zostać muzykiem, lecz jego matka chce go wysłać do szkoły wojskowej w Pencey. Znienawidził jej narzeczonego, Dextera Dumpree, który ponagla jego rozpoczęcie nauki. Mieszka na dworze Arundel. Zaprzyjaźniony z nianią Churchie, ogrodnikiem Cagneyem i sprzedawcą pomidorów – Harrym. Zaprzyjaźnił się również z córkami pana Penderwicka, a także z ich psem. Ratuje Betty od rozszarpania przez byka, przez co staje się jej nowym bohaterem. Postanawia uciec, w obawie przed szkołą w Pencey. Jego ucieczka nie dobiegła końca, lecz dzięki zdarzeniom po nocowaniu u Penderwicków, może spełniać swoje marzenia. Matka zapisuje go do Szkoły Muzycznej w Bostonie. Obiecuje, że odwiedzi Penderwicków w Cameronie.
- Rosalinda Penderwick – najstarsza dwunastoletnia córka Pana Penderwicka. Bardzo tęskni za zmarłą matką. Jak na swój wiek, bardzo odpowiedzialna i opiekuńcza. Zastępuje młodszym siostrom matkę. Od początku zakochuje się w ogrodniku Cagneyu, który jest od niej sporo starszy. Odwiedza jego króliki i aby mu zaimponować wiedzą, czyta książki o wojnie secesyjnej. Wszystko opisuje w listach do przyjaciółki Anny. Pewnej nocy wyszła pospacerować i usłyszała co o niej mówi Cagney. Dziewczynka nie mogła uwierzyć, że była tak naiwna i postanawia nie wychodzić z domu. Jednak w końcu przebacza Cagneyowi, którego uznała za przyjaciela.
- Skye Penderwick – jedenastoletnia córka Pana Penderwicka. Jest gwałtowna, wybuchowa, często spiera się z innymi. To ona jako pierwsza spotkała się z Jeffreyem. Podsłuchując Panią Tifton, usłyszała same złe rzeczy o jej rodzinie. Wpadła do pokoju muzycznego, by nakrzyczeć na nią i poinformować, że jej matka nie żyje i z całą pewnością od nich nie wyjechała. Kiedy Jeffrey wyjeżdża, obwinia się za wszystko. Była na siebie wściekła. Pod jego drzwiami wraz z siostrami zostawiła dla niego prezenty. Jej podarunkiem była tarcza z twarzą Dextera z napisem DDDD (Drętwy Dupek Dexter Dupree), w którą mógł strzelać.
- Jane Penderwick – dziesięcioletnia córka Pana Penerwicka. Ma ogromną wyobraźnię. Pisze szereg książek o Sabrinie Starr, która ratuje różne zwierzęta z opresji. Tu, w Aundel, postanawia napisać swoją debiutową książkę "Sabrina Starr ratuje chłopca". Bardzo się cieszy, ponieważ Dexter Dumpree jest wydawcą i zaproponował jej wydanie książek o Sabrinie Starr dziewczyna jest szczęśliwa, że życie dało jej taką okazję. Jedanak gdy pokazuje swoje dzieło Panu Dumpree ten wytknął jej błąd ortograficzny i nawrzeszczał na nią, że jest bardzo kiepską pisarką. Ta załamała się i zaczęła targać książkę, lecz jej tata wsparł ją i powiedział, że nie czytał nigdy tak świetnej książki.
- Batty Penderwick – najmłodsza czteroletnia córka Pana Penderwicka. Bardzo kocha Psisko, któremu opowiada o wszystkim, a on ją wysłuchuje i rozumie. Lubi gdy Rosalinda opowiada jej bajki. Jest skryta i nieśmiała. Zaprzyjaźniła się z królikami Cagneya – Jazem i Karlą. Przez przypadek wypuściła Jaza. Gdy nie mogła go odnaleźć postanowiła, że wróci do domu na piechotę. Jednak przyjaciele odnajdują ją i wraca z nimi do domu. Cały czas nosi na sobie skrzydełka wróżki, lecz gdy już wyjeżdżali pożyczyła je Jeffreyowi.
- Psisko – pies Penderwicków, wierny przyjaciel Batty. Schwytuje Jaza, ratuje przyjaciółkę przed ucieczką.

### Pozostali bohaterowie
- Pan Penderwick – ojciec Rosi, Skye, Jane i Betty. Bardzo kocha swoje córki. Jest miłośnikiem przyrody, dlatego często mówi po łacinie. Jest dobrym ojcem. Zaprzyjaźnia się z Cagneyem.
- Pani Brenda Tifton – matka Jeffreya. Chce by ten poszedł do szkoły wojskowej w Pencey, ponieważ uważa, że jest on bardzo podobny do dziadka generała. Jest zaręczona z Dexterem Dumpree. Bardzo przeżywa drugie miejsce w konkursie, na najpiękniejszy ogród. Nie wie czego pragnie jej jedyny syn. Dzieci boją się jej i twierdzą, że jest straszna. W końcu uświadomiła sobie, że wysyłając Jeffreya do wojska, złamałaby mu serce.
- Pan Dexter Dumpree – wydawca magazynu "Koleiny", narzeczony Pani Tifton. Chce jak najprędzej wysłać Jeffreya do szkoły w Pencey. Jest niemiły, i nie dotrzymuje słowa.
- Churchie – miła niania i gospodyni w Arundel. Pomaga dziewczynkom znaleźć stroje na urodziny Jeffreya.
- Harry – sympatyczny dostawca pomidorów. Często odwiedza Churchie i zajada się jej smakołykami. Na koniec podarowuje Penderwickom pomidory.
- Cagney – ogrodnik w Arundel, który przejął pozycję po dziadku. Ma dwa króliki – Jaza i Karlę. Zaprzyjaźnił się z rodziną Penderwicków. Umawiał się kiedyś na randki z Kathleen, lecz uznał ją za kogoś z kim nie czuje się dobrze. Jest obiektem westchnień Rosalindy.
- Jaz i Karla – króliki Cagneya. Betty przez przypadek nie zamyka klatki i Jaz ucieka na wolność. Schwytało go Psisko. Karla go kocha i bez niego umarłaby z tęsknoty.